# پینارلو
پینارلو (انگلیسی: Pinarello) شرکت دوچرخه‌سازی ایتالیایی است، که در سال ۱۹۵۲ تأسیس شد.